# The Anvil
The Anvil es el segundo álbum del grupo británico Visage, publicado en marzo de 1982. El álbum, típico del sonido new romantic, alcanzó el #6 en el Reino Unido y fue certificado Disco de Plata por la Industria Fonográfica Británica, en abril de 1982.

## Contenido

### Versión original (álbum y CD)
| 01 | The Damned Don't Cry | 4:43 |

| 02 | Anvil (Night Club School) | 4:39 |

| 03 | Move Up | 4:25 |

| 04 | Night Train | 4:29 |

| 05 | The Horseman | 4:41 |

| 06 | Look What They've Done | 4:49 |

| 07 | Again We Love | 4:44 |

| 08 | Wild Life | 4:24 |

| 09 | Whispers | 5:39 |

### Versión 1997 de One Way Records (CD) (Estados Unidos)
| 01 | Visage | 3:53 |

| 02 | Blocks On Blocks | 4:00 |

| 03 | The Dancer | 3:40 |

| 04 | Tar | 3:32 |

| 05 | Fade To Grey | 4:00 |

| 06 | Malpaso Man | 4:14 |

| 07 | Mind Of A Toy | 4:28 |

| 08 | Moon Over Moscow | 4:00 |

| 09 | Visa-age | 4:18 |

| 10 | The Steps | 3:14 |

| 11 | Fade To Grey (Dance Mix) | 6:14 |

## Músicos
- Steve Strange (voz).
- Midge Ure (guitarra eléctrica, sintetizador y coro).
- Rusty Egan (batería, percusión electrónica y coro).
- Billy Currie (violín eléctrico y sintetizador).
- Dave Formula (sintetizador).
- John McGeoch (guitarra, saxofón y coro).
- Barry Adamson (bajo eléctrico).

Otros músicos:
- Christopher Payne.
- Cedric Sharpley.

- Datos: Q1943224